# Klonów (województwo małopolskie)
Klonów – wieś w Polsce położona w województwie małopolskim, w powiecie miechowskim, w gminie Racławice.
W latach 1975–1998 miejscowość położona była w województwie kieleckim.
| SIMC    | Nazwa     | Rodzaj     |
| ------- | --------- | ---------- |
| 0264093 | Dąbie     | część wsi  |
| 0264101 | Gościniec | część wsi  |
| 0264118 | Nowopole  | przysiółek |
| 0264124 | Tartak    | część wsi  |